# Heliconius cohaerens
Heliconius cohaerens är en fjärilsart som beskrevs av Hayward 1931. Heliconius cohaerens ingår i släktet Heliconius och familjen praktfjärilar. Inga underarter finns listade i Catalogue of Life.